# Kamienna Góra (kolonia w województwie lubelskim)
Kamienna Góra – kolonia w Polsce położona w województwie lubelskim, w powiecie chełmskim, w gminie Wierzbica.
W latach 1975–1998 miejscowość administracyjnie należała do województwa chełmskiego. Według Narodowego Spisu Powszechnego (III 2011 r.) liczyła 110 mieszkańców i była trzynastą co do wielkości miejscowością gminy Wierzbica. W okolicach miejscowości wypływa niewielka rzeka Świnka, dopływ Wieprza.